# Métro léger de Grenade
Le métro léger de Grenade (en espagnol : Metro ligero de Granada) — exploité commercialement comme Metropolitano de Granada — est un réseau de transport en commun en site propre de type métro léger desservant Grenade et son agglomération, dans la communauté autonome d'Andalousie, en Espagne.
Il comprend une seule ligne, ouverte en 2017. Trois extensions permettront d'ici 2030 de structurer le réseau en trois lignes ayant une partie de leurs parcours en commun.

## Histoire

### Prémices et études
En 1997, le plan directeur des infrastructures d'Andalousie (PDIA) envisage la réalisation d'un réseau de tramway pour l'agglomération de Grenade, idée que reprend trois ans plus tard le plan métropolitain d'aménagement du territoire (POTAUG). Les études d'opportunité et de faisabilité sont commandées en 2002 et le projet définitif est rédigé en 2004. Les administrations régionale et municipale s'entendent en janvier 2005 pour faire circuler la ligne en souterrain dans le centre historique, une solution que rejetait initialement le gouvernement autonome en raison de la richesse archéologique du sous-sol de Grenade.

### Débuts des travaux et désaccords
Le président de la Junte d'Andalousie Manuel Chaves et le maire de Grenade José Torres Hurtado signent le 12 juillet 2006 un accord-cadre en vue de doter la ville d'un transport en commun en site propre. L'objectif est de débuter les travaux avant la fin de l'année et qu'ils soient conclus en 2010. Le chantier démarre en avril 2007 sur le tronçon entre Albolote et Maracena. Après la résolution en novembre 2007 des désaccords sur le tracé dans la ville-centre entre la mairie et le gouvernement régional, les travaux dans Grenade commencent en mai 2008, repoussant de facto l'inauguration à une date ultérieure.

### Retards, impayés, et inauguration
En raison de la crise économique mondiale de 2008, les impayés se multiplient, ce qui ne cesse de décaler la mise en service commerciale. En 2011, les travaux sont mis à l'arrêt. Ils peuvent reprendre en 2012 grâce à un prêt de 130 millions € accordé par la Banque européenne d'investissement (BEI). Quasiment terminé en 2014, le chantier se bloque au niveau du passage par la gare ferroviaire, propriété de la société publique ADIF, jusqu'en juillet 2015. Le Fonds européen de développement régional (FEDER) ayant accordé dans le même temps un financement de 262 millions €, les travaux aboutissent le 8 juin 2016.
Après que l'inauguration a été annoncée pour 2010, 2012, 2013, 2015 et mars puis mai 2017, le métro commence réellement à circuler à partir du 21 septembre 2017. Le coût total de l'infrastructure, évalué initialement à 276 millions €, est établi à 558 millions €, l'estimation initiale ne comprenant pas l'achat des rames, l'alimentation en énergie ou encore les intérêts bancaires.

### Extensions annoncées
À l'automne 2021, le département de l'Équipement de la Junte d'Andalousie annonce trois projets d'extension du réseau de métro léger, toutes situées en surface : 6,8 km et six nouvelles stations au sud, desservant Churriana de la Vega et Las Gabias ; 4,9 km et six stations au nord à Atarfe ; et 3,5 km et sept stations dans le centre historique de Grenade, à l'est de l'avenue du Chemin de ronde.
Lors de l'entrée en service de ces trois extensions, prévue pour 2030, le réseau sera restructuré en trois lignes : la ligne 1 suivant le tracé initial, entre Armilla et Albolote ; la ligne 2, reliant Las Gabias à Atarfe en passant par la nouvelle variante dans le centre historique ; et la ligne 3, opérant un trajet circulaire dans ce même centre historique.
Les trois projets d'extension reçoivent en septembre 2022 le feu vert de l'autorité environnementale, permettant aux autorités andalouses de lancer les appels d'offres pour la réalisation des chantiers. L'objectif est de démarrer au printemps 2023 les travaux de l'extension vers Churriana de la Vega et Las Gabias. Lors de la publication de l'étude d'exécution de ce prolongement, en janvier 2023, il est constaté que les infrastructures sont conçues afin de permettre, à l'avenir, la création d'une section entre Armilla et Alhendín, et d'un tronçon reliant Churriana de la Vega et Cúllar Vega.
Le chantier de l'extension sud est formellement lancé par les autorités régionales le 14 décembre 2023.

## Réseau
Le réseau comprend une seule ligne, de 16 km de longueur : 13 km en surface et 3 km en tunnel, sous l'avenue du Chemin de ronde (Camino de Ronda) de Grenade. Vingt-six stations sont réparties sur l'ensemble de la ligne, qui dessert les communes d'Albolote, Maracena, Grenade et Armilla, dont trois en souterrain. La ligne est à écartement normal, soit 1 435 mm.

### Actuel

Plan des trois lignes du réseau, en 2030.

| Ligne                             | Terminus | Terminus | Longueur | Stations | Distance moyenne entre les stations |
| --------------------------------- | -------- | -------- | -------- | -------- | ----------------------------------- |
| Ligne 1 du métro léger de Grenade | Albolote | Armilla  | 16 km    | 26       | 600 m                               |

### Projet
| Ligne                             | Terminus   | Terminus   | Longueur | Stations | Distance moyenne entre les stations |
| --------------------------------- | ---------- | ---------- | -------- | -------- | ----------------------------------- |
| Ligne 2 du métro léger de Grenade | Coliseo    | Las Gabias | 27,5 km  | 39       | 705 m                               |
| Ligne 3 du métro léger de Grenade | Circulaire | Circulaire | 7,4 km   | 15       | 493 m                               |

### Prolongements envisagés
Le plan des infrastructures de transport et de la mobilité d'Andalousie (PITMA) 2022-2030 ne prévoit pas stricto sensu la réalisation de nouvelles lignes. Néanmoins, une des cartes d'impact environnemental annexée au plan évoque une ligne desservant, à partir du sud de Grenade, les communes de Huétor Vega, Cájar, La Zubia et Ogíjares, ainsi qu'un prolongement de la section nord jusqu'à Santa Fe, sans desservir l'aéroport.

## Matériel roulant
Le réseau utilise quinze rames Urbos III de Construcciones y Auxiliar de Ferrocarriles (CAF) qui circulent à une vitesse moyenne de 20 km/h. Huit rames supplémentaires sont commandées en avril 2022, pour une mise en service en 2024. Les trois premières unités supplémentaires sont réceptionnées en décembre 2023. et mises en service un an plus tard. Trois nouveaux trains sont mis en service en mars 2025.
Ces trains offrent un plancher surbaissé intégral pour l'accessibilité aux personnes handicapées et peuvent recevoir 304 passagers. Le garage-atelier se situe sur le territoire de Maracena.